# Le sessioni ricreative
Le sessioni ricreative, è il terzo EP del gruppo rock italiano Afterhours, uscito il 24 aprile 2008.

## Il disco
Il disco è stato venduto in allegato alla rivista musicale xL del mese di aprile. La scelta di non utilizzare i canali di vendita convenzionali è del tutto voluta dagli Afterhours, e adatta al contenuto che viene proposto. Infatti il disco raccoglie alcune fasi della lavorazione dell'album I milanesi ammazzano il sabato, uscito una settimana dopo: i pezzi segnano il percorso e l'evoluzione del lavoro condotto dagli autori in vista dell'album. Tra i vari demo contenuti, è possibile seguire la creazione di una delle canzoni dell'album successivo, attraverso 3 passi successivi di lavorazione: la canzone Dall'alto. A sinistra del leccio è un pezzo strumentale composto dal polistrumentista del gruppo, Enrico Gabrielli, da cui poi il gruppo ha preso spunto per la composizione di È solo febbre.

## Tracce
1. I milanesi ammazzano il sabato – 2:12
2. Pochi istanti nella lavatrice – 4:12
3. Tema: la mia città (demo) – 2:26
4. Dall'alto. A sinistra del leccio – 6:28
5. È solo febbre (demo) – 2:45
6. È solo febbre – 2:12